# Ієн Вокер
Ієн Вокер (англ. Ian Walker; нар. 31 жовтня 1971, Вотфорд) — англійський футболіст, воротар.

## Клубна кар'єра
Вихованець футбольної школи клубу «Тоттенгем Готспур».
У дорослому футболі дебютував 1990 року виступами за команду клубу «Оксфорд Юнайтед», в якій провів жодного сезонів, взявши участь лише у 2 матчах чемпіонату.
Своєю грою за цю команду привернув увагу представників тренерського штабу клубу «Тоттенгем Готспур», до складу якого приєднався 1990 року. Відіграв за лондонський клуб наступні одинадцять сезонів своєї ігрової кар'єри. Більшість часу, проведеного у складі «Тоттенгем Готспур», був основним голкіпером команди.
Протягом 2001—2005 років захищав кольори команди клубу «Лестер Сіті».
Завершив професійну ігрову кар'єру у клубі «Болтон Вондерерз», за команду якого виступав протягом 2005—2008 років.

## Виступи за збірну
1996 року дебютував в офіційних матчах у складі національної збірної Англії. Протягом кар'єри у національній команді, яка тривала 9 років, провів у формі головної команди країни лише 4 матчі.
У складі збірної був учасником чемпіонату Європи 1996 року в Англії, на якому команда здобула бронзові нагороди, чемпіонату Європи 2004 року у Португалії.

## Титули і досягнення
- Володар Кубка Футбольної ліги (1):

«Тоттенгем Готспур»: 1998-99
- Володар Суперкубка Англії (1):

«Тоттенгем Готспур»: 1992